# Slaughterhouse (album)
| Recensione | Giudizio |
| ---------- | -------- |
| AllMusic   |          |

Slaughterhouse è il primo album in studio del gruppo hip hop statunitense degli Slaughterhouse. L'album è stato pubblicato l'11 agosto 2009 dalla E1 Music, casa discografica con la quale il gruppo aveva un contratto prima di passare ufficialmente alla Shady Records. Fino al 5 settembre l'album ha venduto all'incirca 31 000 copie.

## Tracce
1. Sound Off – 5:51
2. Lyrical Murderers (feat. K-Young) – 4:04
3. Microphone – 4:42
4. Not Tonight – 3:39
5. The One (feat. The New Royales) – 3:37
6. In the Mind of Madness – 1:23
7. Cuckoo – 4:30
8. The Phone Call – 0:58
9. Onslaught 2 (feat. Fatman Scoop) – 4:27
10. The Phone Call 2 – 0:56
11. Salute (feat. Pharoahe Monch) – 4:31
12. Pray (It's a Shame) – 3:53
13. Cut You Loose – 4:43
14. Rain Drops (feat. Novel) – 5:00
15. Killaz (feat. Melanie Rutherford & C. Brown) – 4:09